# Johann Caspar von Kerll

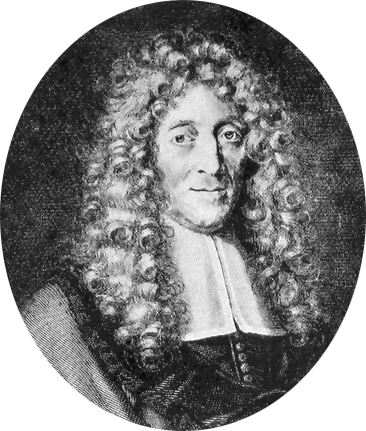
Johann Caspar von Kerll.

Johann Caspar von Kerll eller Kerl, född den 9 april 1627 i kurfurstendömet Sachsen, död den 13 februari 1693 i München, var en tysk orgelmästare.
von Kerll studerade i Rom för Carissimi och Frescobaldi, var hovkapellmästare i München 1656-73, adlades 1664 av kejsar Leopold och var från 1677 domkyrkoorganist i Wien. Av hans orgelverk är endast bibehållet Modulatio organica super Magnificat octo tonis (1686). Av hans vokalverk har man Sacrae cantiones (1669), två böcker mässor (samma år), dessutom i manuskript ett Requiem och flera mässor. Hans stil är märklig för sina många dissonanser, upplösta på oväntat sätt. I detta avseende betraktas han som en föregångare till Johann Sebastian Bach. Han skrev även operor, (uppförda i München), toccator och klaversviter, canzoner med mera. Ett urval av Kerlls arbeten utgavs 1902, med inledning av Adolf Sandberger.